# المركز الوطني للمتميزين
المركز الوطني للمتميزين هو مركز تخصصي سوري لتدريس الطلاب المتميزين في سوريا أنشئ بموجب مرسوم تشريعي من قبل الرئيس السوري بشار الأسد عام 2008، وافتتحه شخصيًا في 27 تموز عام 2009 ويعكس المركز الاهتمام الكبير بالطلبة المتميزين في سورية وتقديم الدعم والرعاية اللازمة من قبل الدولة.

## فكرة المركز
المركز الوطني للمتميزين هو في الأصل فكرة أوروبية جاري تطبيقها في سوريا برعاية من قبل الجهات المختصة لتمنية ودعم الطلاب المتميزيين وتقدم كافة الاحتياجات اللازمة

## فلسفة المركز والبيئة التربوية
تقوم فلسفة المركز التعليمية على المزاوجة بين التكنولوجيا والتعليم، ولذا نرى الحواسيب منتشرة في القاعات الصفية فضلاً عن الألواح الذكية، والاعتماد على الإنترنت في التعليم وفي اعداد الأبحاث، إضافة إلى وجود المخابر اللغوية المزودة بالتقنيات الحديثة. فضلاً عن ذلك يضم المركز مساحات واسعة من الحدائق التي تهيئ بيئة مناسبة للتعليم، بالإضافة إلى الملاعب المتعددة وقاعات الرسم والموسيقا، والمخابر التي تشمل الفيزياء والكيمياء والبيولوجيا والجيولوجيا، ومخبراً للبحث العلمي.

## النشاطات الطلابية
يقوم الطلاب على مدار العام بالعديد من الانشطة، كإعداد الأبحاث في الفصل الدراسي الأول، والمشاريع العلمية في الفصل الدراسي الثاني، فضلاً عن تنمية قدراتهم في المواد المختلفة بفضل الدروس الإثرائية، ووجود الخبراء من روسيا، فضلاً عن الكفاءات العلمية التي يضمها المركز. يقام في نهاية كل عام مؤتمر علمي يعرض فيه الطلاب المشاريع التي كانوا قد عملوا عليها على مدار العام. و يقيم المركز في كل صيف نادياً صيفياً اختيارياً يضم المزيد من الأنشطة كالمحاضرات والرحلات.